# Œuvre orpheline
Pour les articles homonymes, voir Orpheline (homonymie).
Une œuvre orpheline est une œuvre dont certains ayants droit sont impossibles ou difficiles à identifier ou à joindre. La définition varie un peu d'un système légal à un autre et se fonde généralement sur l’échec d'une recherche (diligente, appropriée, sérieuse, avérée ... les qualificatifs varient) d'un ou plusieurs ayants droit. Certains systèmes n'en donnent aucune définition. Le concept est important car, faute de pouvoir contacter les ayants droit, il n'est pas possible d'obtenir l'autorisation d'exploiter l'œuvre qui est donc quasiment exclue du patrimoine culturel, sauf à en obtenir communication dans les bibliothèques. L'exploitation sans autorisation peut donner lieu à des poursuites en contrefaçon en cas de réapparition des ayants droit.

## Causes
Une œuvre peut être orpheline parce que l'auteur a disparu, sans que l'on sache s'il est mort, parce que l'on ne sait pas retrouver ses héritiers, parce que les droits en ont été cédés à une société disparue sans que l'on sache ce qu'il est advenu de son patrimoine.  Ce ne sont que des exemples. Une œuvre peut n'être que partiellement orpheline si elle a plusieurs ayants droit, dont seulement certains sont introuvables. La multiplicité des ayants droit peut provenir du fait qu'il y a eu plusieurs auteurs (œuvre de collaboration), ou du fait que des droits partiels ont été acquis par différents acteurs. Par exemple, pour un livre, on peut céder à une société les droits de diffusion imprimée et à une autre les droits de diffusion numérique.

## Importance
Les œuvres orphelines sont devenues importantes avec la numérisation du patrimoine culturel, car cette numérisation permet d'envisager leur exploitation dans des conditions économiques viables, ce qui n'était souvent pas le cas auparavant. L'importance des œuvres orphelines varie suivant les secteurs culturels (livre, image, photographie, audiovisuel, ...), sans que l'on en ait d'évaluation précise. Selon diverses estimations, elles pourraient représenter entre 30 % et 70 % du patrimoine hors domaine public.
Faute de connaître la date du décès de l'auteur, il peut être impossible de déterminer si une œuvre est sous droits, éventuellement orpheline, ou du domaine public.